# Drosophilinae
Sous-famille
Les Drosophilinae sont une sous-famille de mouches de l'ordre des diptères.

## Liste des genres
Selon ITIS (26 janvier 2025) :
- Antopocerus Hardy, 1965
- Ateledrosophila Hardy, 1965
- Celidosoma Hardy, 1965
- Chymomyza
- Cladochaeta
- Dettopsomyia
- Drosophila Fallén, 1823
- Grimshawomyia Hardy, 1965
- Idiomyia Grimshaw
- Microdrosophila
- Mycodrosophila
- Nudidrosophila Hardy, 1965
- Paramycodrosophila
- Scaptomyza
- Titanochaeta Knab